# آسبروک
آسبروک (به هلندی: Essebroek) یک منطقهٔ مسکونی در هلند است که در بورن (هلند) واقع شده‌است.